# Spacemen 3
Spacemen 3, brittisk rockgrupp bildad i Rugby 1982 av Jason Pierce (född 1965, bland annat sång och gitarr) och Peter Kember (född 1965, bland annat sång och gitarr). Peter Kember uppträder vanligtvis under artistnamnet Sonic Boom. Gruppen har dessutom haft ytterligare ett antal medlemmar som varierat från album till album.
Gruppen spelade ett slags minimalistisk psykedelisk rock med rötter i 1960-talets garagerock på debutalbumet The Sound of Confusion (1986), men övergick till en mer hypnotisk stil med inspiration från blues, gospel, och The Velvet Underground.
Sin höjdpunkt nådde gruppen med albumen The Perfect Prescription (1987) och Playing with Fire (1989), som blev hyllade på den brittiska indiescenen.
Gruppen var mycket beryktad beroende på sina drogvanor och inre konflikter, och när albumet Recurring (1991) spelades in spelade Pierce och Kember in en sida var för sig. När albumet släpptes var gruppen redan upplöst.
Jason Pierce fick därefter framgångar med gruppen Spiritualized. Sonic Boom har ägnat sig åt rockgruppen Spectrum samt elektroniska musikexperiment med E.A.R. (Experimental Audio Research), med begränsad kommersiell framgång.

## Diskografi

### Album
- Sound of Confusion (1986)
- Perfect Prescription (1987)
- Performance (1988)
- Playing with Fire (1989)
- Recurring (1991)

### Halvofficiella utgåvor
- Dreamweapon: An Evening of Contemporary Sitar Music (1990, Fierce) (live)
- Taking Drugs to Make Music to Take Drugs To (1990, demoinspelningar)